# Falkenberg (Brandenburgia)
Falkenberg (pol. hist. Poradz) – gmina w Niemczech w kraju związkowym Brandenburgia, w powiecie Märkisch-Oderland, siedziba urzędu Falkenberg-Höhe.